# 闽油麻藤
闽油麻藤（学名：Mucuna cyclocarpa）为豆科黎豆属下的一个种。

## 扩展阅读
- 維基物種上的相關：闽油麻藤